# ساينت بريري (كيبك)
ساينت بريري (بالإنجليزية: Saint-Pierre, Quebec)‏ هي local municipality of Quebec تقع في كندا في Lanaudière. يقدر عدد سكانها بـ 305 نسمة ومساحتها 10.10 كم2 .